# Leobardo Canales
Coronel Leobardo Canales fue un militar mexicano que participó en la Revolución mexicana. Nació en Monterrey, Nuevo León. Fue jefe de los trenes militares de Victoriano Huerta cuando éste combatió a Pascual Orozco en 1912; fue uno de los que influyeron para que Huerta no fusilara a Francisco Villa, lo que originó que Villa fuera enviado a prisión a cambio de su vida.[cita requerida] Fue superintendente general de los ferrocarriles mexicanos. Murió durante la campaña Villista.